# Доменико Иерусалимский
Доменико Иерусалимский (итал. Domenico Gerosolimitano; Dominico Irosolimitano, при рождении Самуэль/Шмуэль Вивас (ивр. שמואל ויוואס‎; Samuel Vivas); 1550, Цфат — 1620) — палестинский раввин и врач; после перехода в христианство — преподаватель еврейского языка и переводчик Евангелия и апокрифов на еврейский, а также цензор еврейских книг, возглавлявший комиссию цензуры в Мантуе.

## Биография
Родился в Цфате (османская Палестина) около 1550 года. Учился в местной раввинской школе, занимаясь одновременно и медициной. Получив степень доктора и звание раввина, стал читать лекции по талмудическому праву.
Пользовался славой хорошего врача и султан Мурад III пригласил его в Константинополь на должность лейб-медика.
Впоследствии принял христианство (в Венеции 6 августа 1593), переселился в Рим и преподавал еврейский язык в Коллегии неофитов. Служил цензором иудейских книг сначала в Венеции, затем в Мантуе (1595—1597), где он стоял во главе комиссии цензуры. Надо заметить, что в Мантуе ещё в 1558 году вышло первое печатное издание книги «Зоар». Цензурный список книг «Очистительный индекс» (Index expurgatorius; 1596), составленный Доменико Иерусалимским, включал, среди прочих сочинений, разъяснение основ иудаизма «Иккарим» («Корни»; 1425) авторства Иосефа Альбо.
Умер в Италии около 1620 года.

## Труды
- «Majan Gannim» — об основах христианства[3].
- «Sefer ha-Zikkuk» — о цензуре; рукопись хранится в библиотеке кардинала Барберини в Риме[3].

Перевёл на еврейский язык Евангелие и большинство апокрифов (1615—1617).